# Neoribates aurantiacus
Neoribates aurantiacus är en kvalsterart som först beskrevs av Oudemans 1914.  Neoribates aurantiacus ingår i släktet Neoribates och familjen Parakalummidae. Inga underarter finns listade i Catalogue of Life.